# 卞皇后 (曹髦)
卞皇后（べんこうごう）は、三国時代の魏の曹髦の皇后。父は卞隆。祖父は卞蘭。曾祖父の卞秉は武宣皇后の弟である。また、曹奐の皇后卞氏の姪にあたる。
正元元年（255年）に曹髦が即位すると、翌正元2年（256年）に皇后に立てられた。父は列侯に封じられた。
甘露5年（260年）に曹髦の暗殺・廃位により皇后の位から下ろされた。